# Wihr-au-Val
Wihr-au-Val là một xã trong tỉnh Haut-Rhin, vùng Grand Est ở đông bắc Pháp. Xã này có diện tích 12,54 km², dân số năm 1999 là 1205 người. Khu vực này có độ cao 320 mét trên mực nước biển.